# Saad al-Abdallah al-Salim al-Sabah
 (janvier 2020).
Si vous disposez d'ouvrages ou d'articles de référence ou si vous connaissez des sites web de qualité traitant du thème abordé ici, merci de compléter l'article en donnant les références utiles à sa vérifiabilité et en les liant à la section « Notes et références ».
Saad al-Abdallah al-Salim al-Sabah (en arabe : سعد العبد الله السالم الصباح), né en 1930 à Koweït (Koweït) et mort le 13 mai 2008 dans la même ville, est un homme d'État koweïtien, ministre de l'Intérieur du Koweït de 1962 à 1978, ministre de la Défense de 1964 à 1978, Premier ministre de 1978 à 2003 et enfin émir du pays pendant une brève période correspondant à une crise de succession (ar) en 2006.

## Biographie
Premier ministre entre février 1978 et juillet 2003, il succède comme émir du Koweït à Jaber al-Ahmad, comme lui de la dynastie Al Sabah. Il est émir du 15 au 24 janvier 2006, mais Saad souffre de problème du côlon. Le 24 janvier, après avoir été informé d'un rapport médical sur son état de santé, l'Assemblée nationale décide, à l'unanimité de ses 65 membres, députés et ministres, de retirer définitivement à l'émir ses prérogatives.
En l'absence d'un prince héritier, le Conseil des ministres exerce les prérogatives de chef de l'État dans l'attente du choix d'un émir en vertu de l'article 4 de la Constitution et de l'article 4 de la loi sur la succession.
Après l'adoption de la décision du Parlement, l'émir fait parvenir sa lettre d'abdication à la Chambre. Il est remplacé le 29 janvier suivant par cheikh Sabah al-Ahmad, Premier ministre de l’État.

## Vie privée
Marié à sa cousine, Sheikha Latifa Fahad Al-Sabah, Saad a cinq filles, Maryam, Hessa, Jamayel, Sheikha et Fadya, et un fils, Fahad. L'une de ses filles, Sheika, contrôle le marketing international de la Kuwait Petroleum Corporation (KPC). Jusqu'à la fin août 1998, elle est directrice générale adjointe pour le marketing international de l'organisme. Une autre fille, Hessa, a été élue vice-présidente de la chambre de commerce arabo-italienne en octobre 2012. Elle est également à la tête du conseil des femmes d'affaires arabes et représentante du Koweït à la session de l'assemblée générale de la chambre.